# Neşe Baykent
Neşe Baykent (Smirne, 2 giugno 1975) è un'attrice turca.

## Biografia
Nata nel 1975 a Smirne (Turchia), Neşe Baykent dopo aver completato l'istruzione primaria e secondaria, ha deciso di iscriversi presso il dipartimento teatrale del conservatorio statale dell'Università Hacettepe di Ankara, dove al termine degli studi ha conseguito la laurea. Nel 1998 ha iniziato a recitare dopo aver ottenuto un ruolo nella serie Keşanlı Ali Destanı. Nel 2001 ha fatto il suo al cinema nel film Şellale. Nello stesso anno è apparsa nella serie televisiva Yeraltında Dünya Var.
Nel 2008 ha poi ottenuto un ruolo da protagonista in Kınacılar Konağı. Nello stesso anno ha preso parte allo spettacolo teatrale Genç Osman. Dal 2008 al 2015 ha ricoperto il ruolo di Mehtap nella serie Unutma Beni, mentre nel 2011 ha fatto parte del cast della serie Beni Affet. Nel 2013 ha recitato nelle serie Şefkat Tepe e Beni Deli Etme. Dal 2013 al 2015 ha vestito i panni di Neriman nella serie Deniz Yıldızı.
Nel 2014 ha avuto un ruolo nella serie La ragazza e l'ufficiale (Kurt Seyit ve Şura). Dal 2015 al 2017 ha ottenuto il ruolo di Vildan Sezin nella serie Endless Love (Kara Sevda). Nel 2017 ha recitato nello spettacolo teatrale Osmancık. Nel 2018 ha vestito i panni di Nilüfer Gökova nella serie Şahin Tepesi. Nel 2019 e nel 2020 ha interpretato il ruolo di Yelda Yigiter nella serie Afili Aşk, seguita nel 2021 dal ruolo di Perihan Aydoğan nella serie Baş Belası. Nel 2023 ha fatto parte del cast della serie Kısmet, nel ruolo di Nergis.

## Filmografia

### Cinema
- Şellale, regia di Semir Aslanyürek (2001)

### Televisione
- Keşanlı Ali Destanı – serie TV (1998)
- Yeraltında Dünya Var – serie TV (2001)
- Kınacılar Konağı – serie TV (2008)
- Unutma Beni – serie TV (2008-2015)
- Beni Affet – serie TV (2011)
- Şefkat Tepe – serie TV (2013)
- Beni Deli Etme – serie TV (2013)
- Deniz Yıldızı – serie TV (2013-2015)
- La ragazza e l'ufficiale (Kurt Seyit ve Şura) – serie TV, 10 episodi (2014)
- Endless Love (Kara Sevda) – serie TV, 74 episodi (2015-2017)
- Şahin Tepesi – serie TV, 6 episodi (2018)
- Afili Aşk – serie TV, 38 episodi (2019-2020)
- Baş Belası – serie TV, 13 episodi (2021)
- Kısmet – serie TV, 10 episodi (2023)

## Teatro
- Genç Osman (2008)
- Osmancık (2017)

## Doppiatrici italiane
Nelle versioni in italiano dei suoi film e delle sue serie TV, Neşe Baykent è stata doppiata da:
- Carolina Zaccarini[23] ne La ragazza e l'ufficiale,[24] in Endless Love[25]